# Greg Taylor
Greg John Taylor  (født 5. november 1997) er en skotsk professionel fodboldspiller, som spiller for den skotske Premiership-klub Celtic og Skotlands landshold.

## Klubkarriere

### Kilmarnock
Taylor begyndte sin karriere hos Kilmarnock, hvor han fik sin førsteholdsdebut den 14. maj 2016. Taylor blev over de næste 3 sæsoner en fast mand på Kilmarnock mandskabet, hvor han spillede næsten alle kampe.

### Celtic
Taylor skiftede i september 2019 til Celtic. Dette transfer var dog langt fra uden kontrovers, da Taylor var en en selvindrømmet fan af Celtics bitre rivaler Rangers fra sin barndom, og havde spillet ungdomsfodbold for Rangers.

## Landsholdskarriere

### Ungdomslandshold
Taylor har repræsenteret Skotland på U/20- og U/21-niveau.

### Seniorlandshold
Taylor debuterede for Skotlands landshold den 11. juni 2019.

## Titler
Celtic
- Scottish Premiership: 1 (2019–20)
- Scottish Cup: 1 (2019–20)
- Scottish League Cup: 1 (2021–22)